# 李耿
李耿（？—1640年代？），字毅侯，號道廉，顺天府大兴县籍，南直隶常州府江阴县人，明朝政治人物。

## 生平
崇祯十二年（1639年）己卯科順天鄉試举人，崇禎十三年（1640年）聯捷庚辰科进士，兵部观政。授寿光知县。清兵下寿光，自缢于城楼上。乾隆四十一年，赐谥「节愍」。